# Glenea nigroscutellaris
Glenea nigroscutellaris là một loài bọ cánh cứng trong họ Cerambycidae.